# Самуїл Лінде
Лінде (Linde) Самуїл (Самуєль, Samuel) Готліб (Богумил, Феофіл, Bogumił) Іванович (11 квітня 1771, Торунь — 8 серпня 1847, Варшава) — польський філолог, історик, славіст, освітянський діяч.

## Біографія
Народився в м. Торунь. Закінчив школу за місцем проживання в передмісті Нове Място і 1783 вступив відразу в 3-й клас місцевої протестантської гімназії (Gimnazjum Akademickie). У травні 1789 поступив до Лейпцизького університету, вивчав богослов'я, класичні і східні мови, філософію. У лютому 1792 захистив габілітаційну працю: «De solatiis adversus mortis horrores in Platone et novo Testamento obviis» (у ній відстоював переваги християнського вчення над філософськими теоріями Стародавнього часу) й здобув титул «magister diplomaticus» (присуджувався без складання необхідних для звичного титулу магістра іспитів). Потому працював лектором польської мови в Лейпцизькому університеті й перекладачем Лейпцизького комерційного суду. Восени 1793 зав'язав контакти з польськими емігрантами в Саксонії — прихильниками Конституції Речі Посполитої Третього травня 1791 (серед них Гуго Коллонтай, Іґнацій Потоцький, С.Потоцький, Ю.Вейсенгоф). Під час повстання Тадеуша Косцюшка 1794 переїхав через Краків до Варшави, був близький до польських якобінців. Водночас почав збирати матеріали до словника польської мови. Після поразки повстання за рекомендацією І.Потоцького працював бібліотекарем приватного зібрання Й.-М.Оссолінського у Відні (1795—1803). За підтримки князів Адама Чарторийського і Тадеуша Чацького був обраний (1800) членом Товариства друзів науки у Варшаві (Towarzystwo przyjaciόl nauk). Від 1804 — директор Варшавського ліцею. 1807 опублікував 1-й том словника польської мови. Цього ж року увійшов до складу вищого органу керівництва освітою у Варшавському князівстві — Освітної палати (у грудні 1811 реорганізована на Генеральну дирекцію освіти). Від 1810 (і до 1823) головував у Товаристві для видання шкільних підручників, з 1813 (і до 1819) був керівником Варшавського євангелічно-аугсбурзького колегіуму.
1814 завершив 6-томний словник польської мови. Видання містило тогочасний новітній та історичний мовний матеріал, багато порівнянь з іншими слов'янськими мовами, бібліографічні відомості про використані в ньому джерела. (Праця й досі посідає провідне місце в польській лексикографії, дослідники мов слов'янських народів вважають її важливим джерелом для своїх розвідок. Вона стала «інструментом» вивчення й історії українських земель Речі Посполитої; була настільною книгою багатьох корифеїв української історичної науки.)
1815—1837 очолював відділ євангелічно-аугсбурзького сповідання урядової Комісії сповідань і народної освіти.
1816 оприлюднив працю, присвячену аналізові всіх відомих на той час видань Статутів Великого князівства Литовського.
1816—1818 викладав у новоствореному Варшавському університеті, балотувався (1818) на посаду його ректора, але не був обраний професорською колегією. Натомість був призначений генеральним директором Публічної бібліотеки, створеної на базі колишньої університетської бібліотеки.
1818 і 1820 обирався депутатом польського сейму. 1826 отримав шляхетство (герб «Словник»).
Після закриття царською владою Варшавського ліцею (1831) очолював (до виходу у відставку 1835) створену замість ліцею гімназію.

## Наукова спадщина
У різні роки опублікував кілька критичних творів, переклав праці М.Греча з історії російської літератури та Й.-М.Оссолінського про життєпис польського хроніста 13 ст. краківського єпископа Вінцентія Кадлубека. 1845 почав видавати «Материалы для сравнительного русского словаря» (праця залишилася незавершеною; вийшов пробний зошит на літеру «К»). Його рукописну спадщину складають також 22 томи бібліографічних нотаток і «Słownik porόwnaczy dyalektόw słowiańskich». Розробив проект створення єдиної загальнослов'янської літературної мови (на основі польської), а також проект польсько-слов'янського товариства для наукових пошуків з метою зближення слов'янських мов (ці проекти, однак, не знайшли підтримки в наукових колах).
Був почесним доктором (членом) Віленського (1809), Краківського (1815) і Кенігсберзького університетів, членом Королівського чеського наукового товариства в Празі (1808), Прусської академії наук у Берліні (1812), Королівського наукового товариства в Гетінгені (1809), почесним членом Французького інституту (1812), членом Імператорської Російської академії (1818) та членом-кореспондентом Петербурзької АН (1839).

## Символ слов'янського відродження
1842 у Варшаві було відзначено 50-річчя його творчої діяльності (на його честь виготовили золоту медаль з його портретом і переліком заслуг).
Визнаний почесним громадянином м. Торунь.
Помер у м. Варшава, похований на місцевому євангелічно-аугсбурзькому цвинтарі біля вул. Млинарської.
Його ім'я тривалий час було символом слов'янського відродження (Осип Бодянський мріяв, зокрема, про час, «коли у нас з'являться свої Лінде»).